# Aurotiossulfato de sódio
Aurotiossulfato de sódio é o composto inorgânico de fórmula química Na3Au(S2O3)2·2H2O, mas uma forma mais adequada de representar esta composto seria: Na3[Au(S2O3)2]. Este sal contém um complexo de coordenação aniônico linear de ouro(I) ligado a dois ligantes tiossulfatos.  Assim como vários outros compostos de ouro, é usado como uma droga antirreumática.